# St. Dionysius (Rhens)

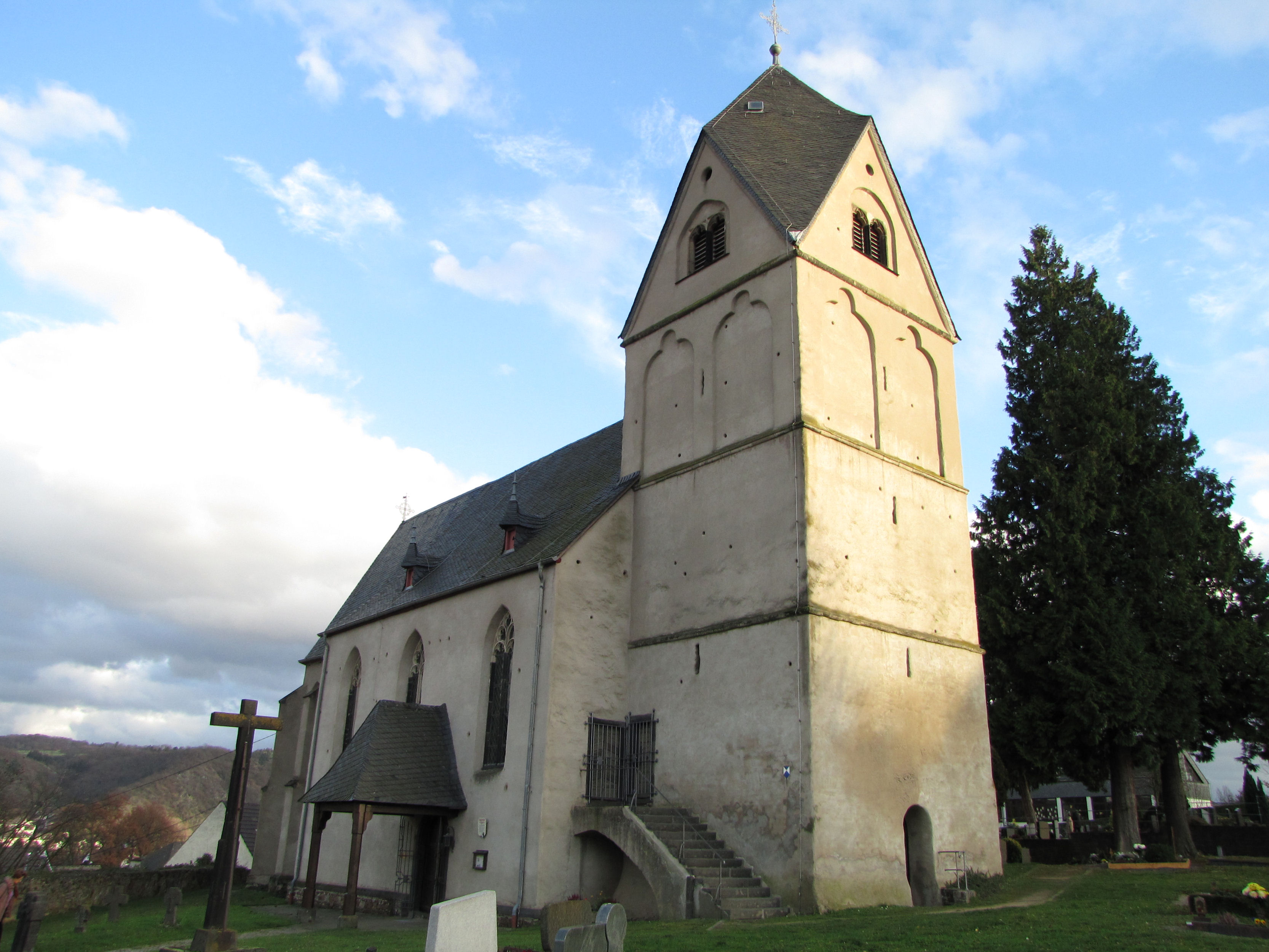
Kirche St. Dionysius in Rhens

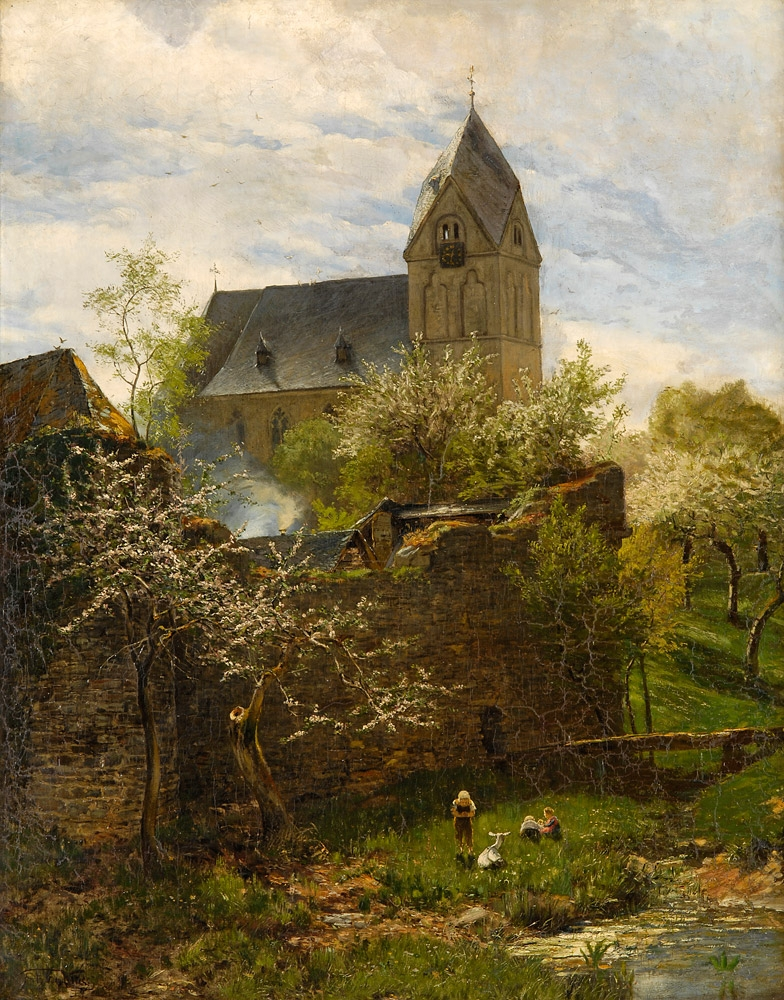
Fritz von Wille Frühling in der Eifel (St. Dionysius)

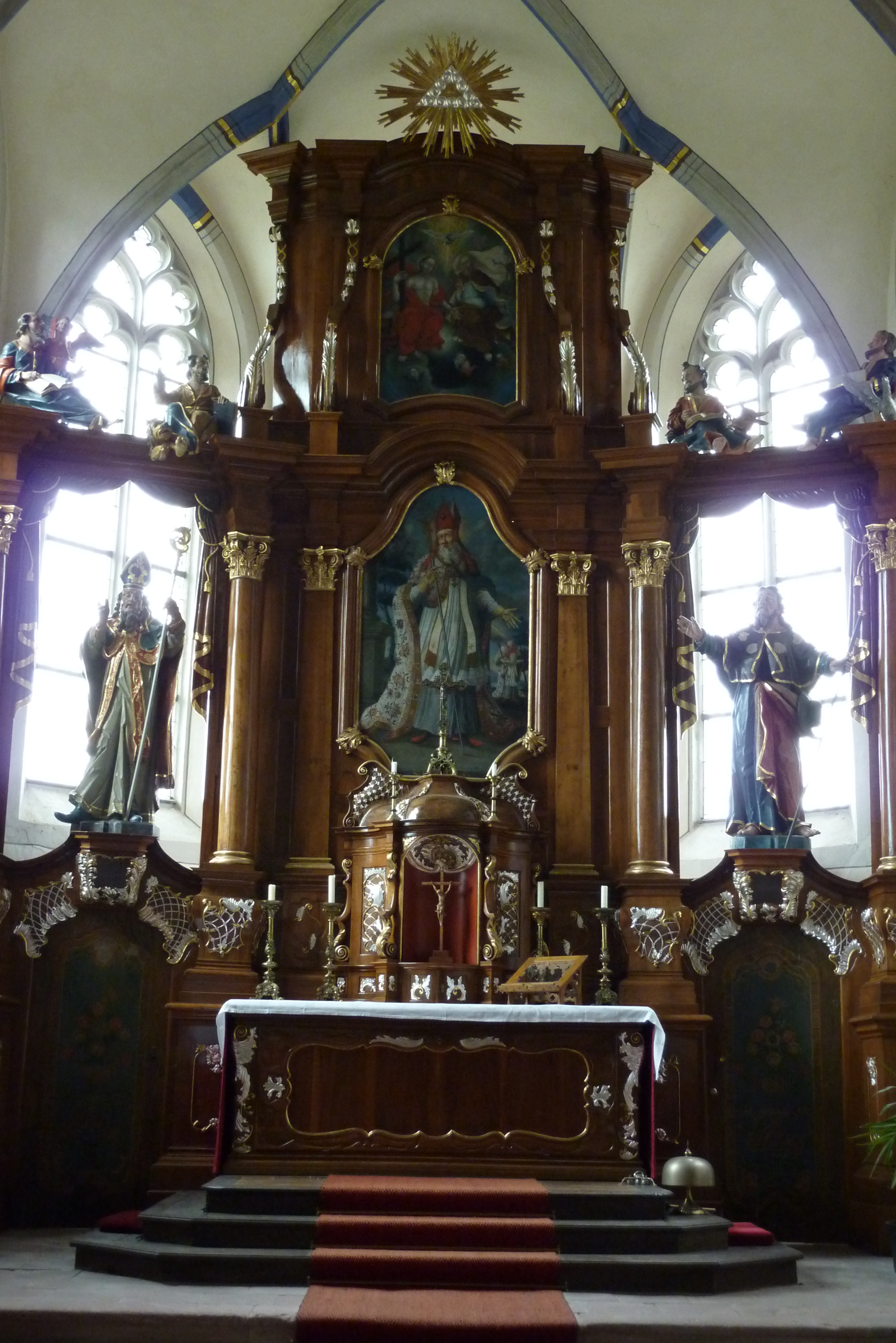
Barocker Hochaltar mit dem Bild des heiligen Dionysius (Mitte)

Die katholische Kirche St. Dionysius in Rhens, einer Stadt im Landkreis Mayen-Koblenz in Rheinland-Pfalz, wurde Anfang des 13. Jahrhunderts errichtet. Sie ist ein schützenswertes Kulturdenkmal. Da die Kirche zwischen 1527 und 1650 evangelisch war, zählt sie zu den ältesten evangelischen Predigtstätten im Kirchenkreis Koblenz.

## Geschichte
Die dem heiligen Dionysius geweihte Pfarrkirche liegt südlich der Stadt auf einem Hügel mit fränkischem Gräberfeld. Sie wird seit dem Bau der neuen Pfarrkirche St. Theresia (1906/08) als Friedhofskapelle genutzt. Ihre erste urkundliche Erwähnung datiert von 873/74. Unter hessischer Pfandherrschaft wurde die Kirche 1527 evangelisch. 1617 wurden die letzten noch in der Kirche verbliebenen Bilder und Kruzifixe entfernt und über den Rhein ins benachbarte Braubach geschafft. Mit der Rückgabe der Stadt an Kurköln um 1629 setzte eine umfassende Rekatholisierung der Bürgerschaft ein, die 1644, als die Kirche neu geweiht wurde, noch nicht abgeschlossen war. 1645 wurde sogar der damalige Pfarrer Scheffer abgesetzt, weil er kurz zuvor zum Protestantismus konvertiert war. Die Besetzung der Stadt durch hessen-kasselische Truppen am 23. September 1647 hatte zur Folge, dass die Pfarrkirche den Protestanten im Herbst 1649 vorübergehend zurückgegeben wurde. Schon am 21. Dezember 1650 nahmen die Rhenser Katholiken die Kirche "mit modester prozession" und "ohne [...] tumult" wieder in Besitz.

## Architektur
Der älteste Teil ist der spätromanische Turm aus dem frühen 13. Jahrhundert, bestehend aus Bruchsteinen mit Kleeblattblenden und Rhombendach. Nicht exakt datierbar, aber wohl im Laufe des 16. Jahrhunderts entstanden, sind das spätgotische Langhaus und der Chor. Der Chor ist mit einem Netzgewölbe und das Langhaus mit einer modernen Holzkassettendecke versehen. Die zweigeschossige Holzempore datiert aus der Zeit, als die Kirche protestantische Pfarrkirche war.
Die barocke Ausstattung aus der Mitte des 18. Jahrhunderts mit Hochaltar und Kanzel zeugt von der Rückkehr der katholischen Herrschaft. Von 1987 bis 1996 wurde die Kirche innen und außen renoviert.

## Denkmalschutz
Die Pfarrkirche St. Dionysius ist ein geschütztes Kulturdenkmal nach dem Denkmalschutzgesetz (DSchG) und in der Denkmalliste des Landes Rheinland-Pfalz eingetragen. 
Seit 2002 ist die Pfarrkirche St. Dionysius Teil des UNESCO-Welterbes Oberes Mittelrheintal. Des Weiteren ist sie ein geschütztes Kulturgut nach der Haager Konvention und mit dem blau-weißen Schutzzeichen gekennzeichnet.